# Daniele Vantaggiato
Daniele Vantaggiato, född 10 oktober 1984 i Brindisi, är en italiensk fotbollsspelare som spelade i Livorno fram till sommaren 2018.

## Spelstil
Daniele Vantaggiato är en komplett anfallare, som kan spela på de flesta offensiva positioner.

## Karriär
Vantaggiato a-lags-debuterade för Bari, som artonåring. Han lånades ut till Crotone 2003 och var med om att skjuta laget upp till Serie B. Han stannade sedan ytterligare en säsong med Crotone i Serie B innan han återvände till Bari.
2007 var Vantaggiato utlånad till Pescara, innan han under sommaren lämnade Bari permanent för Rimini. I Rimini lossnade målskyttet rejält och han var sitt lags bästa målskytt innan han i januari 2009 lämnade för Parma. Parma tog sig upp till Serie A, men Vantaggiato blev kvar i Serie B, utlånad till Torino.
I januari 2010 såldes Vantaggiato till storsatsande Serie B-klubben Padova. Padova tog sig till playoff två säsonger i rad, men misslyckades båda gångerna med att kvala in till Serie A. 2011 lånades Vantaggiato dock ut till Bologna och fick därmed äntligen debutera i Serie A. Det blev dock bara två matcher för klubben.
Efter att ha varit avstängd sex månader återvände Vantaggiato till planen med Padova 17 december 2012. Han spelade den och kommande säsong med Padova, men lämnade klubben på free transfer efter att de åkt ur Serie B 2014.
Istället skrev Vantaggiato på ett ettårskontrakt med Livorno. Säsongen 2014/2015 var han Livornos bästa målskytt med 15 mål.

## Calcioscommesse
I samband med spelskandalen i Italien 2012 stängdes Vantaggiato av från fotbollen. Den initiala avstängningen var på tre år, vilket bekräftades i en senare dom. 17 december förkortades domen dock till sex månader, vilket vid det laget avtjänats.